# Polyphony Digital
Polyphony Digital – japoński producent gier na konsole PlayStation należący do Sony Computer Entertainment. Firma była wcześniej znana jako Polys Entertainment, jednak po sukcesie Gran Turismo, 2 kwietnia 1998 roku, uzyskała większą samodzielność i zmieniła nazwę na Polyphony Digital.

## Stworzone gry

### PlayStation
- Motor Toon Grand Prix
- Motor Toon Grand Prix 2
- Gran Turismo
- Gran Turismo 2
- Omega Boost

### PlayStation 2
- Gran Turismo 2000
- Gran Turismo 3: A-Spec
- Gran Turismo 4
- Gran Turismo 4 Prologue
- Gran Turismo 4 Toyota MTRC Version
- Gran Turismo 4 Toyota Prius Edition
- Gran Turismo 4: Nissan 350Z Limited Edition
- Gran Turismo Concept 2001 Tokyo
- Gran Turismo Concept 2002 Tokyo-Seoul
- Gran Turismo Concept 2002 Tokyo-Geneva
- Gran Turismo for Boys
- Tourist Trophy

### PlayStation 3
- Gran Turismo HD Concept
- Gran Turismo 5 Prologue
- Gran Turismo 5
- Gran Turismo 6

### PlayStation 4
- Gran Turismo Sport
- Gran Turismo 7

### PlayStation 5
- Gran Turismo 7

### PlayStation Portable
- Gran Turismo Mobile (2009)